# Distretto di Leymebamba
Il distretto di Leymebamba è un distretto del Perù nella provincia di Chachapoyas (regione di Amazonas) con 3.918 abitanti al censimento 2007 dei quali 1.857 urbani e 2.061 rurali.
È stato istituito fin dall'indipendenza del Perù.

## Località
Il distretto è formato dall'insieme delle seguenti località:
- Palmira
- Leimebamba
- Bonda
- Guilipe
- Muyucsha
- Ishpingo
- Pomacochas
- Cuensol
- Dos De Mayo
- Plaza Pampa
- Chururco
- Lluy
- Llushpe
- Puchicana
- Checo
- Teaben
- Felipa
- Miraflores
- Santa Dionisia
- Gramalote Rural
- Amuch
- Parajillo
- Shalcapata
- Sisuhuayco
- Potrerillo
- El Salto
- Triguicsa
- El Tambo
- Shonie
- Monticunga
- Siogue
- San Miguel
- Timbo Yambo
- Jinez
- Las Escobas
- Chorrera
- Sinuno
- Lugar Tranquilo
- Quingrimachay
- Ñushta
- Torongil
- Lajas Bamba
- Tambillo
- Shival
- La Vaquería
- Monteseco
- La Joya
- Tajopamba
- Quishuar
- Laguna-Condores
- Churo Churo
- Corral Conga
- Pampas Verdes
- Cabildo Pata
- Atuen
- El Jardín
- Orfedon
- Israel
- Chilingote
- Agua Loca
- Conjul
- Chinchango
- Cashapata
- Valle los Chilcos